# Agaton (imię)
Agatonⓘ – imię męskie pochodzenia greckiego, wywodzące się od słowa 'agathós', ' agath', oznaczający „dobry”. Wśród patronów tego imienia święci: Agaton, żołnierz (zm. w 250) i papież św. Agaton (zm. w 681). Od tego imienia (: Agafon) powstała staroruska forma skrócona (zdrobniała, spieszczona) Gafan(ko), utworzona za pomocą popularnej w imiennictwie zarówno ruskim, jak i polskim techniki ucinania nagłosu.
Agaton imieniny obchodzi 7 grudnia i 10 stycznia.
Agaton w innych językach:
- rosyjski – Агафон[3].

Znane osoby noszące imię Agaton
- Agaton (tragediopisarz)
- Agaton Giller – polski działacz niepodległościowy, członek Rządu Narodowego w 1863